# Coopératives en Champagne
Les coopératives en Champagne est un modèle coopératif apparu dans l'appellation champagne à partir des années 1920.
La création de coopératives dans les villages s'intensifient après 1945, et le marché de l'exportation prend de l'ampleur à la fin des années 1940.
Dû au morcelage du vignoble, 70% des déclarants de récolte dans l'appellation sont engagés à une coopérative vinicole. Alors que ce taux était à 37% en 1974.
Les coopératives ont des engagements auprès des Maisons de champagne à la vendange ou les bouteilles sont vendues sur latte, mais certaines coopératives font la commercialisation avec leurs propres marques. Les vignerons peuvent aussi reprendre les bouteilles pour les vendre eux-mêmes à leur nom.

## Articles
- Cave coopérative de vinification
- Vignoble de Champagne
- Révolte des vignerons de la Champagne en 1911